# Synallaxis hypospodia
A Synallaxis hypospodia a madarak (Aves) osztályának verébalakúak (Passeriformes) rendjébe és a fazekasmadár-félék (Tyrannidae) családjába tartozó faj.

## Rendszerezése
A fajt Philip Lutley Sclater angol ügyvéd és zoológus írta le 1874-ben.

## Előfordulása
Dél-Amerika középső részén, Bolívia, Brazília, Paraguay és Peru területén honos. Természetes élőhelyei a szubtrópusi vagy trópusi szezonálisan elárasztott legelők, szavannák és cserjések. Állandó, nem vonuló faj.

## Megjelenése
Testhossza 16 centiméter, testtömege 15-18 gramm.

## Életmódja
Valószínűleg ízeltlábúakkal táplálkozik.

## Természetvédelmi helyzete
Az elterjedési területe rendkívül nagy, egyedszáma pedig stabil. A Természetvédelmi Világszövetség Vörös listáján nem fenyegetett fajként szerepel.